# Ilhas Pratas

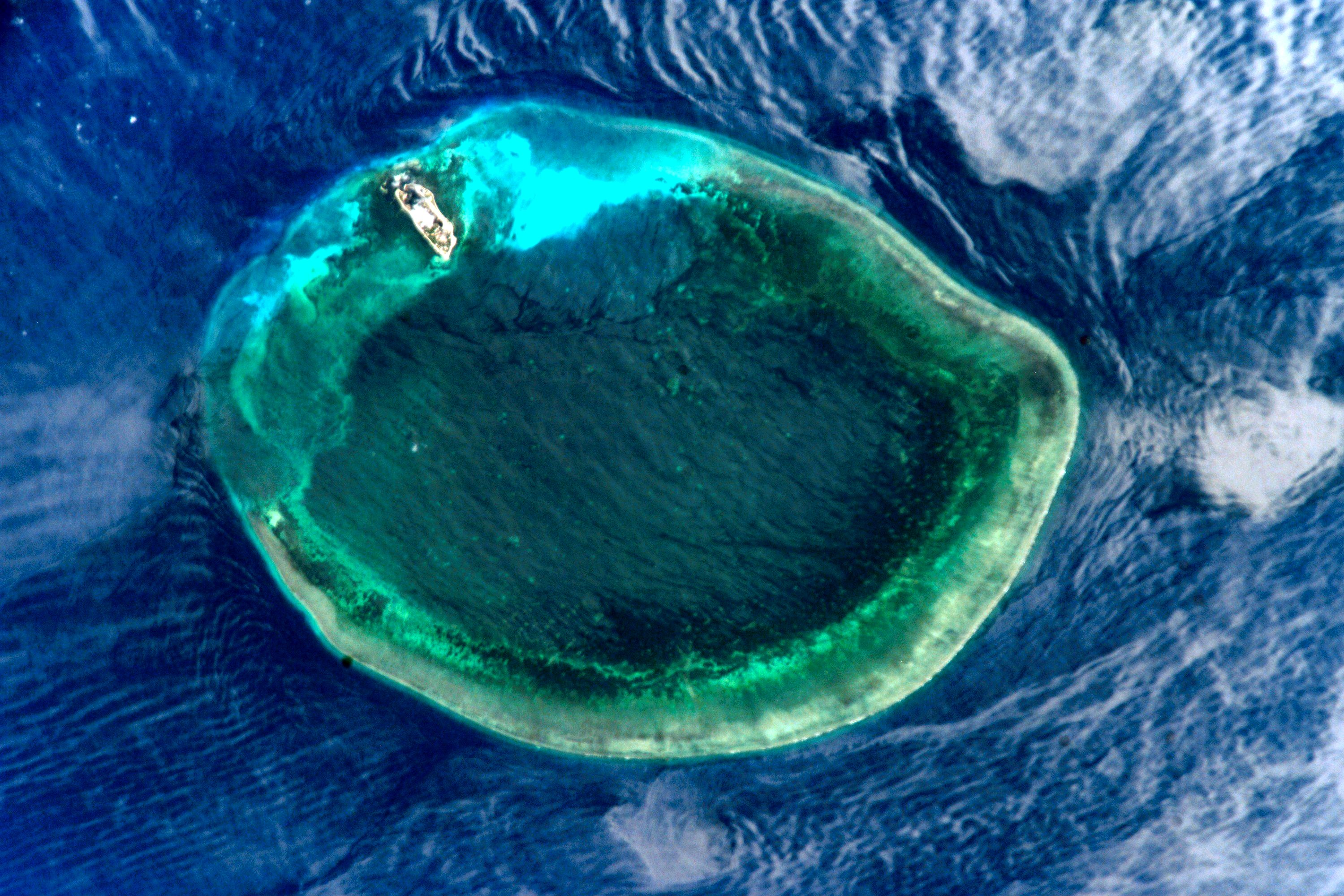
Ilha de Pratas vista do espaço, 1986

As Ilhas Pratas (Chinês Tradicional: 東沙島) formam o menor arquipélago do Mar do Sul da China. É composto por três ilhas à 340 quilômetros a sudeste de Hong Kong e está localizado a 444 km (276 milhas) do resto de Kaoshiung.  Está sob a soberania de Taiwan, onde é considerado um parque natural.
O nome inglês da ilha deriva das portuguesas Ilhas das Pratas, que foi dada ao atol no século XVI devido ao seu formato redondo. 
Em 13 de abril de 1996, a jurisdição do Tribunal Distrital de Kaohsiung de Taiwan foi estendida para incluir a Ilha Tungsha (Ilha Pratas) 

## Militares
Em novembro de 2020, cerca de quinhentos fuzileiros navais taiwaneses estavam estacionados na Ilha de Pratas. 

## Transporte
O Aeroporto da Ilha de Dongsha possui uma pista localizada no extremo norte da Ilha de Pratas, com um pequeno terminal do aeroporto no extremo leste. O aeroporto é usado pelos militares ROC.